# Gabrielin
Gabrielin – osada w Polsce położona w województwie kujawsko-pomorskim, w powiecie nakielskim, w gminie Nakło nad Notecią. Miejscowość wchodzi w skład sołectwa Ślesin.
W latach 1975–1998 miejscowość należała administracyjnie do województwa bydgoskiego.